# Zurichtoren
De Zurichtoren is een kantoortoren aan de Muzenstraat in Den Haag, nabij het Centraal Station. De toren is ontworpen door de Argentijns-Amerikaanse architect César Pelli en gebouwd in opdracht van verzekeraar Zurich Financial Services. De bouw werd in 1999 voltooid.
Met een hoogte van 88 m was het bij oplevering het een na hoogste gebouw van Den Haag; het naastgelegen Castalia het hoogste. Door de enigszins ronde bovenkant is het gebouw gemakkelijk te herkennen in de skyline van Den Haag, ook als silhouet (dus als de groene kleur van het dak niet te zien is).

## Gebruik
Het Rijksvastgoedbedrijf kocht de Zurichtoren in 2018 voor 66,5 miljoen euro. Het kantoorgebouw heeft een bruto vloeroppervlakte van 29.848 m² en energielabel A. Tot dat moment huurde het Rijksvastgoedbedrijf al circa 80% van het gebouw voor verschillende rijkspartijen; het had de ruimte die het gebouw biedt langdurig nodig. Hiermee was koop van het kantoorgebouw voor het Rijk voordeliger dan huren.
Onder meer de toezichthouder Autoriteit Consument en Markt (ACM), de Kiesraad, de Huurcommissie, de Waarderingskamer, het Huis voor Klokkenluiders, het Adviescollege ICT-toetsing en de Algemene Bestuursdienst (ABD) zijn in het gebouw gevestigd.
JuBi-torens · Hoftoren · New Babylon · The Grace I & II · Het Strijkijzer · De Kroon · Grotius I & II · Prinsenhof · Castalia · Sint-Jacobuskerk · Haagse Toren · Vredespaleis · Zurichtoren · Leonardo da Vinci I · Muzentoren · Witte Anna · Centre Court · Pharos · Malietoren · De Groene Toren · Zilveren Toren · Stadsdeelkantoor Escamp